# اچ‌ام‌اس نادر (کی۳۹۲)
اچ‌ام‌اس نادر (کی۳۹۲) (به انگلیسی: HMS Nadder (K392)) یک کشتی است که طول آن ۲۸۳ فوت (۸۶٫۳ متر) می‌باشد. این کشتی در سال ۱۹۴۳ ساخته شد.